# Шубинська сільська рада (Єгор'євський район)
Шу́бинська сільська рада (рос. Шубинский сельский совет) — сільське поселення у складі Єгор'євського району Алтайського краю Росії.
Адміністративний центр та єдиний населений пункт — село Шубинка.

## Населення
Населення — 477 осіб (2019; 621 в 2010, 743 у 2002).